# Шевах Вайс
Шевах Вайс (івр. שבח וייס, 5 липня 1935, Борислав, Львівське воєводство, Польська Республіка — 3 лютого 2023, Тель-Авів, Ізраїль) — ізраїльський політолог, політик і дипломат, професор політології, депутат Кнесету в 1981—1999, 2001—2003 роках та його голова в 1992—1996 рр. Посол Ізраїлю в Польщі. Лицар Ордена Білого Орла.

## Біографія

### Дитинство та воєнний час
Народився 5 липня 1935 р. у м. Бориславі на Львівщині в єврейській родині (записаний як Szejwach Weiss), син Гітли (Gieni) та Меїра Вольфа Вайса, власників продуктового магазину (в центрі міста).
Влітку 1941 року, після вторгнення німецької армії, родині Вайс вдалося втекти з гетто. Спочатку вони сховались в будинку українки Юлії та Романа Щепанюків, потім у польської сім'ї Ганни та Міхала Гуралів. Тоді їх сусідка Марія Потенжна (Maria Potężna) та її син Тадеуш допомагали їм вижити.
Вайс:
(…) потім ми переїхали до нової схованки, яку підготував мій батько. Між стіною нашого магазину та стіною складу за шафами була відділена кімнатка (…) завширшки не більше шістдесяти сантиметрів, але дуже висока, аж до стелі, ми там заховались.
Вони провели близько 8 місяців у цій схованці. Потім вони переїхали до прихованого підвалу іншого непомітного будинку, де переховувались ще 1 рік та 10 місяців.
У серпні 1944 р. Радянські війська увійшли до Борислава. Після війни Вайси оселилися у своєму старому будинку, а Шевах пішов у другий клас початкової школи. Однак незабаром їх змусили виїхати до ПНР. Деякий час вони проживали у Валбжиху, а сам Шевах жив та навчався в дитячому будинку, яким керувала сіоністська організація Бріха, що у Глушиці. За цей час він почав вивчати єврейську мову.
У січні 1946 року Вайси незаконно перетнули кордон з Чехословаччиною, щоб добратись до Палестини. Через Братиславу вони дійшли до Відня, після чого опинилися в транзитному таборі поблизу Лінца. Потім вони потрапили до Італії і дійшли до Риму. 1 грудня Вайси відпливли з Генуї до Палестини[джерело?].

### В Ізраїлі
Після приїзду до Ерец-Ісраель він змінив ім'я на Шевах. Його направили до  «Гадасім» поблизу Нетанії.
За цей час він почав займатися змагальними видами спорту. У 1954 р. Він був одним із найкращих спортсменів Ізраїлю (легка та важка атлетика)[джерело?]. Потім він почав військову службу в ізраїльській армії, де став причетним до культурного життя — як молодший офіцер з питань культури для північної частини Ізраїлю. Згодом отримав звання сержанта. Пізніше він став радіожурналістом. Одночасно він навчався на факультеті політичних наук Єврейського університету в Єрусалимі та на юридичному факультеті в Тель-Авіві.
У 1965 році він зазнав автомобільної аварії, яка закінчила його спортивну кар'єру. Однак він був одним з перших тренерів Міріам Сидранскі, багаторазової чемпіонки Ізраїлю з бігу.
У 1975 році він заснував кафедру засобів масової інформації в університеті Хайфи та став професором політології в цьому ж університеті.

### Політична діяльність
У 1969—1981 роках був радником у Хайфі, з 1977 по 1999 р. — членом Центрального комітету партії «Авода». Він був одним із прихильників Іцхака Рабіна під час його внутрішньопартійного суперництва з Шимоном Пересом. З 1981 р. був депутатом Кнесету.

#### Спікер Кнесету
У 1988—1992 роках був заступником спікера, з 13 липня 1992 р. По 24 червня 1996 р. головою Кнессету, обраним 76:32 голосами. Через роки він написав:
"За мене проголосували не тільки моя партія, але й релігійні партії! Одина з них — Агуда — мала п'ять депутатів у парламенті. Їхній керівник Авраам Шапіра, що народився в Дрогобичі, мені дуже сподобався, він завжди розмовляв зі мною на їдиш — Szejwach. І під час цього засідання парламенту Аврам Шапіра виступив і сказав: «Моя партія перебуває в опозиції, і ми ніколи не будемо голосувати за Партію праці, а за Шайву назавжди!»
У 1993 році він брав участь у мирних переговорах з Ясіром Арафатом в Осло.
Він був одним з останніх людей, які спілкувалися з прем'єр-міністром Ізраїлю Іцхаком Рабіном перед його вбивством 4 листопада 1995 року. Багато разів він представляв Кнесет за кордоном (у 1984—1999 роках був делегатом парламенту Ізраїлю в Раді Європи).

#### Подальша діяльність
У 2001—2003 роках був послом Ізраїлю в Польщі. Під час своєї місії в Польщі він брав важливу участь у громадському житті Польщі, що було зумовлено його вільним володінням польською мовою. З 2000 року він є головою ради Меморіального інституту «Яд ва-Шем». Водночас він читає лекції з історії та політики Ізраїлю на факультеті журналістики та політології Варшавського університету, як «запрошений лектор». Кілька років він співпрацював з тижневиком «Wprost», а з 2011 по 2012 рік із тижневиком «Uważam Rze». Він також публікує коментарі в Rzeczpospolita. З січня 2013 року є оглядачем тижневика «Do Rzeczy».
Автор кількох десятків книг: для дітей, у галузі політології, про міську раду та Голокост.
З 28 березня 2008 року є членом Міжнародного капітулу «Ордена Усмішки».

26 квітня 2016 Шевах Вайс зі своєю родиною відвідав Борислав, щоб висловити щиру вдячність за врятовані життя у часи Другої світової війни. Шевах Вайс разом зі своїм братом Ароном Вайсом та родиною відвідали будинок по вул. Трускавецькій, 35, де у роки Другої світової війни переховувалась родина Шеваха та Арона Вайсів. Також вони відвідали пам'ятну дошку, присвяченої Бертгольду Бейтцу, Праведнику народів світу. І як згадує сам Шевах Вайс: 
«Саме з Борислава, я дитина Голокосту, професор політології, який дев'ятнадцять років був депутатом кнесету, сім — заступником його голови, а чотири — головою, розповідав усьому світові про дружбу українських, польських та єврейських мешканців Борислава.»

## Приватне життя
У шлюбі з Естер Шевах з 1959 року до її смерті у 2005 році. Діти — донька Іфат — професор історії та син Ноам.
Вільно володів івритом, їдишем, польською, англійською та російською мовами.

## Вшанування
- Кавалер Ордена Білого орла, 2017 рік
- Кавалер Хреста ордена Заслуг перед Республікою Польща, 2004 рік
- Missio Reconciliationis Commando (2003)
- Почесний знак МЗС Польщі «Bene Merito» (2009 рік)
- Медаль «За заслуги для толерантності» (2003)

## Премії та відзнаки
- 1975 — премія за дослідження міської ради
- 1995 — премія за толерантність, яку йому надає Рух «Красивий Ізраїль»
- 1996 — премія Amitaia за чесність на державній службі
- 1998 — премія Брата Альберта
- 1999 — премія Ruchu dla Dobrego Zarządu
- 2003 — Почесний громадянин міста Каліш
- 2006 — Почесний доктор університету Вроцлава
- 2008 — премія Сержіо Вієр де Мелло (спеціальна премія)
- 2011 — Почесний доктор Варшавського університету
- 2011 — Почесний доктор медичного університету м. Лодзь
- 2012 — Почесний доктор Академії спеціальної освіти Марії Гжегожевської у Варшаві[pl]Академії спеціальної освіти Марії Гжегожевської у Варшаві
- 2013 — Почесний доктор економічного університету в Катовицях
- 2018 — Нагорода Яна Новака-Єзьоранського.